# 邱名璋
邱名璋（Chiu Ming-chang，1974年2月25日—），中華民國政治人物，臺灣屏東縣客家人。民主進步黨黨籍，國立中山大學公共事務管理研究所碩士，澳洲昆士蘭大學財金、電子商務雙碩士，現任寶固實業公司董事長，曾經擔任永達技術學院講師、屏東國際青年商會會長、屏東縣議會第一選舉區（屏東市）第十六、十七屆議員。

## 家族與家庭
邱名璋出身在屏東政治家族，祖父邱慶德曾任國民黨籍屏東市長和屏東市民代表會主席，父親邱茂男為國民黨籍屏東縣議員出身，後因參選屏東市長未獲提名脫離國民黨，走入黨外陣營，是臺灣民主運動的前輩，前臺灣省議會省議員和前國策顧問以及被稱為「美麗島男子漢」的美麗島事件受難者，胞姐邱議瑩是民進黨前中央常務委員，前客委會副主委，現任立法委員。

## 民進黨屏東市長黨內初選
邱名璋籌備參選屏東市長已兩年，為全力投入2014年屏東市長選舉，為了突顯他參選屏東市長破釜沈舟的決心，放棄連任第十八屆屏東縣議員職位。邱名璋與現任屏東縣副縣長鍾佳濱在民進黨屏東市長黨內初選角逐中勝出，代表民進黨參選2014年中華民國鄉鎮市長選舉對上國民黨的現任屏東縣縣議員林亞蒓，決戰屏東市。

## 政治參選

### 2014年屏東市長選舉
| 號次 | 候選人 | 性別 | 政黨       | 得票數 | 得票率 | 當選標記 |
| ---- | ------ | ---- | ---------- | ------ | ------ | -------- |
| 1    | 邱名璋 | 男   | 民主進步黨 | 46,879 | 45.35% |          |
| 2    | 林亞蒓 | 女   | 中國國民黨 | 56,499 | 54.65% |          |

## 外部連結
- 屏東縣議會邱名璋議員介紹
- 邱名璋|Facebook[永久]
- 邱名璋|線上大國民
- 邱名璋|Youtube

| 屏東縣議會 |                                                                                |   |
| '          | 屏東縣議會議員 第一選區（屏東市） 十六屆、十七屆 2006年3月1日 - 2014年12月25日 | ' |